# Уяма, Сатору
Сатору Уяма (яп. 宇山賢; род. 10 декабря 1991, Такамацу) − японский фехтовальщик-шпажист, чемпион Азиатских игр 2018 года в Джакарте, чемпион летних Олимпийских игр 2020 в Токио в командной шпаге.

## Биография и спортивная карьера
Родился в городе 10 декабря 1991 года в городе Такамацу, Япония.
Сатору начал заниматься фехтованием в седьмом классе средней школы под влиянием своего старшего брата. К тому же, будучи высоким, он также обнаружил, что его рост дает ему преимущество в этом виде спорте.
Правша. Выступает за команду Mitsubishi Electric. В сборной Японии тренируется у Александра Горбачука, личный тренер — Юсуке Аоки.
В 2018 году он выиграл золотую медаль в мужских командных соревнованиях по шпаге на Азиатских играх 2018 года, проходивших в Джакарте, Индонезия.
В июне 2019 года он выиграл серебряную медаль в соревнованиях по шпаге среди мужчин на чемпионате Азии по фехтованию в 2019 году в Тибе, Япония. Месяц спустя он участвовал в соревнованиях по шпаге среди мужчин на чемпионате мира по фехтованию 2019 года в Будапеште, Венгрия.

## Олимпиада 2020 в Токио
Сатору Уяма выиграл золотую медаль в мужской команде в 2021 году на Олимпийских играх в Токио. Его партнерами по команде были Коки Кано, Кадзуясу Минобе и Масару Ямада. В финале командной шпаги они победили сборную России в составе которой были Сергей Бида, Николай Глазков, Павел Сухов и Сергей Ходос..